# Lika Kavzsaradze
Lika Kavzsaradze (grúzul: ლიკა ქავჟარაძე; Tbiliszi, 1959. október 26. –  Tbiliszi, 2017. október 11. ) grúz filmszínésznő, modell és festőművész.

## Életrajza
Lika Kavzharadze másfél éves volt, amikor szülei elváltak, így apjáról csak homályos emlékei voltak. Saját elmondása szerint, édesanyja halála után kezdett el aktívan festeni, és igyekezett erre terelni a figyelmét. Anyjával azonban nem volt könnyű a kapcsolata – főleg azért, mert  ahogy utóbb Lika maga is leírta, mindig irányított.
Ötéves korától tanult zenélni, majd elvégezte a Tbiliszi Állami Konzervatórium zongora szakát.
Filmes karrierjét 12 évesen kezdte – 1972- ben meghívást kapott a Grúzia Filmstúdióba, ahol ekkor forgatták a "Szökőkút" című rövidfilmet. Azután szerepelt az  "Amikor a mandulavirágok nyíltak", "A gyönyörű kosztüm" és más filmekben.
Annak ellenére, hogy körülbelül harminc  filmben, játszott, elismerést leginkább Marita szerepéért kapott Tengiz Abuladze A kívánság fája című filmjében. Ő maga mondta: "Marita valóban kitörölhetetlen nyomot hagyott nemcsak a karrieremben, hanem általában az életemben is." Annak ellenére, hogy jó néhány filmben szerepeltem,  "A  kívánság fája" más volt. A mai napig erről a filmről emlékeznek rám. – Marita szerepe életem végéig követni fog.

## Magánélete
Édesanyja ellenezte Lika korai házasságát, ám Lika teniszezés közben találkozott leendő férjével, Szandro Taktakisvilivel. Mégis összeházasodtak, és született egy fiuk. 1993-1994-ben a család az Amerikai Egyesült Államokba utazott, ahol Szandro a férj dolgozott, de a színésznő nem tudott hosszú ideig ott maradni, és visszatért Grúziába. Lika másodszor is férjhez ment, Levan Sanidzéhez. Első férjével a válás után is baráti kapcsolata volt.
Fia, Levan Taktakisvili első házasságából született.
Élete utolsó éveiben egyedül élt. 2017. október 11-én, 57 éves korában elhunyt.

## Filmográfia
- 1972: "Szökőkút" rendező. Teimuraz (Temur) Bakradze
- 1972: "Amikor a mandulavirágok nyíltak" rendező. Lana Gogoberidze
- 1973: „A gyönyörű kosztüm” (Eliso) r. Liana Eliava
- 1975: "Szerelem, Iveria és..." rendező. Zaal Kakabadze
- 1975: "Kaukázusi romantika" (Marjani) Rendezők Revaz (Rezo) Gabriadze, Amiran Darsavelidze
- 1976: "A kívánság fája" (Marita) r. Tengiz Abuladze
- 1977: "Pillangó" (Lány) Rendezők: Neli Nenova, Geno Csulaja
- 1978: "Pótkerék" rendező. Amiran Darsavelidze
- 1979: "Gyuma a Kaukázusban" (oroszul: Дюма на Кавказе) r. Hasszan Kazskasimov
- 1980: "Amíg újra találkozunk, barátom..." rendező. Omar Gvasalia
- 1982: "II. Dimitri" (Nana királynő) rendező. Ramaz (Buba) Kotivari
- 1982: „A Kubacsuri karkötő titka” (Saida) rendező. Rafael Gasparyantz
- 1983: „A Kék-hegyek, avagy egy hihetetlen történet” rendező. Eldar Sengelaja
- 1985: "Család" (Keti) r. Nana Dzsanelidze
- 1985: "Férfiak és mások" rendező. Vahtang (Buba) Kikabidze
- 1986: "The Argonauts" (Medea) rendező. Jevgenyij Ginzburg
- 1986: „Mit akar a birkózás” (Giuli) r. Mikeil Csiaureli (ifj.)
- 1988: „Vamehi jön (keresi az elveszett kincset)” (Lali) Rendezők Otar Samatava, Otar Litanisvili
- 1990: Jól Szervezett Társaságunk (977. sz. előadó) rend.. Otar Litanisvili
- 1990: "Spirál" (Lia Ramishvili) rendező. Giuli Chokhonelidze
- 1992: "Álmatlan nap" rendező. Temur Babluani
- 1992: "The Golden Spider" (Ela) Rendezők: Miheil Antadze, Gogi Kavtaradze, Davit Kvircsalia
- 1994: „The Slain Soul” (Nato Tsereteli) r. Karaman (Guguli) Mgeladze
- 1994: "Csak egyszer" (Nana) rendező. Manana Anasasvili
- 1998: "Kaukázusi éjszaka" (Natasha)
- 2000: "Az elhagyott Don Juan" rendező. Sota Kalandadze
- 2002: "Az álmok villanása" rendező. Sota Kalandadze
- 2009: "Trilógia" rendező. Sota Kalandadze
- 2012: "Medusa Gorgona" rendező. Sota Kalandadze
- 2012: "Marita halála" rendező. Sota Kalandadze
- 2014: "A művész múzsái" rendező. Sota Kalan

### TV sorozat
- 2004 : "27 Sárkány" Rendezők: Beszo Giorgobiani, Tsiso Tskhvediani

## Fordítás
Ez a szócikk részben vagy egészben  a(z)   ლიკა ქავჟარაძე című grúz Wikipédia-szócikk fordításán alapul.  Az eredeti cikk szerkesztőit annak laptörténete sorolja fel. Ez a jelzés csupán a megfogalmazás eredetét és a szerzői jogokat jelzi, nem szolgál a cikkben szereplő információk forrásmegjelöléseként.